# 上野豊岡藩
上野豊岡藩（こうづけとよおかはん）は、上野国碓氷郡豊岡（現在の群馬県高崎市下豊岡町付近）などを領地として、江戸時代初期に存在した藩。1602年に根津氏（禰津氏）が1万石の大名となったが、1626年に無嗣断絶となった。ただし藩領や藩主の継承など不明な点も多く、廃藩の時期にも異説がある。

## 歴史
根津氏（禰津氏）は信濃国小県郡出身の氏族で、滋野三家（滋野氏・根津氏・望月氏）の一つとされる。根津政直（松鴎軒常安）は武田信玄に従って上野国箕輪城に在城した。天正10年（1582年）の武田家滅亡後、政直は甥の根津昌綱に家督を譲る。しかし隠居後に二男の根津信政が生まれており、徳川家に出仕した。
天正18年（1590年）、徳川家康が関東に入部すると、根津政直は上野国豊岡で5000石を領した。
慶長7年（1602年）、根津信政は5000石を加増され、1万石の大名となった。これにより上野豊岡藩が立藩する。
信政は同年に没し、息子政次が2代藩主となるが早世、さらに養子となった弟・信直（吉直）が家督を継ぐものの、寛永3年（1626年）4月に病死した。信直の死は寛永2年（1625年）4月ともされる。信直には嗣子がなく、根津家は無嗣断絶となり、上野豊岡藩は廃藩となった。

## 歴代藩主
根津氏
譜代 1万石
1. 信政（のぶまさ）
2. 政次（まさつぐ）
3. 信直（のぶなお）

書籍によっては政次を数えず、信政・信直（吉直）の2代とする。

## 領地

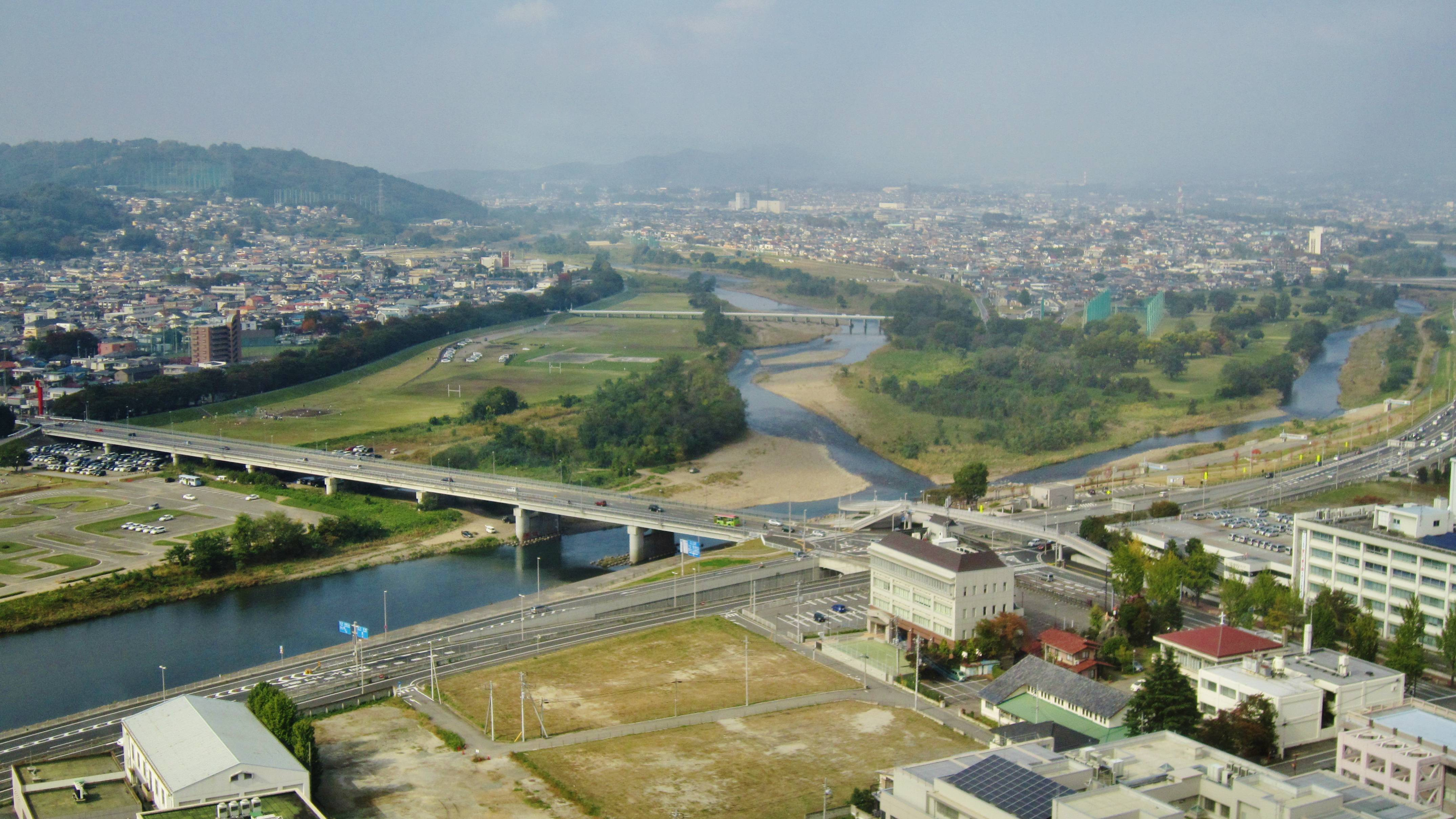
高崎市庁舎から見る碓氷川（中央）と烏川（右奥から左手前へ）の合流点。下豊岡は両河川に挟まれた立地にある。

『角川日本地名大辞典』では、居所や藩領域が不明であるとして、藩の存在自体に疑問があるとしている。
豊岡は、中世にはすでに上野国から信濃国への交通路上に名が挙げられる土地であった。近世初頭の延宝年間（1673年 - 1681年）に、豊岡村は上豊岡村・中豊岡村・下豊岡村に分かれたという。近世の豊岡には東西に中山道が通過し、下豊岡で北西に信州街道（大戸道、草津道）が分岐する。
下豊岡に所在する常安寺（曹洞宗）は、慶長元年（1596年）に根津政直（常安）が開基したとされ、根津氏の陣屋跡地に所在すると伝えられる。『角川日本地名大辞典』では、根津家が大名に列する以前の領地を信濃国内5000石とし、慶長7年（1602年）に信政が豊岡に封ぜられたとするが、『日本歴史地名大系』では常安寺の存在から、最初に豊岡に入封したのは政直であろうとする。また、慶長3年（1598年）には根津吉直（信直）の家老である中村下野守が上豊岡に宗伝寺（曹洞宗）を開基したという。
元和2年（1616年）に根津信直が群馬郡三野倉村（現在の高崎市倉渕町三ノ倉）の土地を榛名神社に寄進している。『日本歴史地名大系』は、信政に加増された5000石は三野倉一帯を含む地域であったとみられるとしている。